# Simulium pentaceros
Simulium pentaceros es una especie de insecto del género Simulium, familia Simuliidae, orden Diptera.
Fue descrita científicamente por Grenier & Brunhes, 1972.